# Tau Piscium
Tau Piscium (τ Piscium, förkortat Tau Psc, τ Psc), som är stjärnans Bayerbeteckning, är en stjärna belägen i norra delen av stjärnbilden Fiskarna. Den har en skenbar magnitud på 4,51 och är svagt synlig för blotta ögat där ljusföreoreningar inte förekommer. Baserat på dynamiska parallaxmätningar beräknas stjärnan befinna sig på ett avstånd av ca 169 ljusår (ca 52 parsek) från solen.

## Egenskaper
Tau Piscium är en orange till röd  underjättestjärna av spektralklass K0III-IV. Den har en beräknad yttemperatur på 4 682 K. Den har en lägre yttemperatur än solen och en ca 9 gånger större radie.
Tau Piscium rör sig genom Vintergatan med en hastighet av 40,5 km/s i förhållande till solen. Den projicerade galaktiska banan placerar den mellan 23 900 och 40 900 ljusår från galaxens centrum. Stjärnan kom närmast solen för 1,1 miljoner år sedan när den hade en skenbar magnitud på 2,97 vid ett avstånd av 83 ljusår.